# Renia Pączkowska
Renia Pączkowska – muzyczny projekt Michała Wiśniewskiego powstały na potrzeby nagrania albumu z muzyką weselno-discopolową. Album zatytułowany 1, 2, 3... Próba mikrofonu został wydany 5 grudnia 2005 i zawierał polskie wersje przebojów Wierki Serdiuczki.

## Dyskografia
- 1, 2, 3... Próba mikrofonu (2005)